# Skillous
Skillous (altgriechisch ὁ Σκιλλοῦς, auch Skillus transkribiert) war ein antiker Ort in Triphylien auf der Halbinsel Peloponnes.
Skillous soll 20 Stadien (knapp 4 km) südlich von Olympia am Selinous, einem Zufluss des Alpheios, gelegen haben. Der genaue Ort (wohl in der Nähe des heutigen Makrisia) ist nicht bekannt.
In archaischer Zeit kontrollierte Skillous gemeinsam mit anderen Gemeinden Triphyliens zeitweilig das Heiligtum von Olympia und soll den Heratempel dort errichtet haben. Später geriet es unter die Dominanz von Elis und wurde um 400 v. Chr. von Sparta aus neu besiedelt. Nach der Niederlage Spartas in der Schlacht bei Leuktra 371 v. Chr. gehörte Skillous wieder zu Elis. Es wurde wohl in hellenistischer Zeit verlassen.
In der Nähe von Skillous  erhielt Xenophon nach seiner Verbannung aus Athen von den Spartanern ein Landgut zugewiesen, das in der Nähe des heutigen Krestena lag.